# Бразилија
За насеље у општини Беочин, видети чланак: Бразилија (Беочин)
Бразилија (порт. Brasília) је федерални главни град Бразила и седиште Владе Савезног дистрикта (Distrito Federal). Град је лоциран на Бразилској висоравни у централно-западном региону земље. Град је основан 21. априла 1960, да служи као нова национална престоница. До 1972. овде су пресељене све државне институције Бразила и стране амбасаде. Према проценама Бразилија је трећи најнасељенији град Бразила. Међу већим Латинско Америчким градовима, Бразилија има највиши БДП по становнику.
Бразилију су планирали и развили Лусио Коста, Оскар Нимајер и Жоаким Кордозо 1956. године, ради премештања престонице из Рио де Женеира у централнију локацију. Архитекта пејзажа је био Роберто Бурл Маркс. Дизајном је града подељен у нумерисане блокове, као и секторе за одређене активности, као што су хотелски сектор, банкарски сектор и сектор амбасада. Унеско је изабрао Бразилију као локацију светске баштине због њене модернистичке архитектуре и јединственог уметничког урбаног планирања. Унеско ју је исто тако именовао „градом дизајна” у октобру 2017. и она је од тада била део Мреже креативних градова.
Све три гране Бразилске федералне владе су смештене у граду: извршна, законодавна и правосудна. У Бразилији исто тако постоје 124 стране амбасаде. Међународни аеродром града га повезује са свим другим већим бразилским градовима и многим интернационалним одредиштима. Он је трећи најпрометнији аеродром у Бразилу. Бразилија је највећи град португалског говорног подручја. Она је била један од главних градова домаћина Светског првенства у фудбалу 2014. и у њој су се одржавали фудбалски мечеви током Летњих олимпијских игара 2016.; она је такође била домаћин Купа конфедерације у фудбалу 2013.

## Географија
Бразилија је изграђена на централној висоравни Бразила на 1.158 m надморске висине. Град је удаљен од осталих великих градова Бразила, као што су Сао Пауло (872 km), Рио де Жанеиро (930 km), Ресифе (1.653 km) и Белем (1600 km). Налази се у тропској климатској зони са просечном годишњом температуром од 20,7 °C и 1.555 милиметара падавина годишње. Кишна сезона траје од октобра до априла.
Сам град Бразилија је са око 200.000 становника тек трећи највећи град Савезног дистрикта. Већина становника живи у предграђима и оближњим градовима. Од 36.000 становника 1950, њихов број се повећао 36 пута до 2005. (2,3 милиона).
Планови развоја индустрије нису се остварили, тако да постоји висока стопа незапослености. Уз то се надовезао проблем наркоманије, алкохолизма и криминала у предграђима.
Изградња градског метроа је трајала од 1992—2001. Међународни аеродром у Бразилији (Aeroporto Internacional de Brasília - Presidente Juscelino Kubitschek, скраћеница: BSB) је у 2006. користило 9,7 милиона путника.

### Клима
Бразилија има тропску саванску климу (Aw, према Кепеновој класификацији клима), са два различита годишња доба: кишном сезоном, од октобра до априла, и сувом сезоном, од маја до септембра. Просечна температура је 21,0 °C (69,8 °F). Септембар, на крају сушне сезоне, има највишу просечну максималну температуру, 28,4 °C (83,1 °F), и има већу и мању максималну средњу температуру, од 25,1 °C (77,2 °F) и 12,9 °C (55,2 °F). Просечне температуре за период од септембар до марта су конзистентне 22 °C (72 °F). Са 241,5 mm (9,5 in), децембар је месец са највише годишњих падавина, док јун има најмање падавина, са само 4,9 mm (0,2 in).
Према Бразилском националном институту за метеорологију (INMET), рекордна ниска температура је била 1,6 °C (34,9 °F) дана 18. јула 1975, а рекордна висока је била 35,8 °C (96,4 °F) дана 28. октобра 2008. До највеће акумулације кише у току 24 сата од 132,8 mm (5,2 in) дошло је 15. новембра 1963.
| Клима Бразилије (1981–2010, екстреми 1961–садашњост) | Клима Бразилије (1981–2010, екстреми 1961–садашњост) | Клима Бразилије (1981–2010, екстреми 1961–садашњост) | Клима Бразилије (1981–2010, екстреми 1961–садашњост) | Клима Бразилије (1981–2010, екстреми 1961–садашњост) | Клима Бразилије (1981–2010, екстреми 1961–садашњост) | Клима Бразилије (1981–2010, екстреми 1961–садашњост) | Клима Бразилије (1981–2010, екстреми 1961–садашњост) | Клима Бразилије (1981–2010, екстреми 1961–садашњост) | Клима Бразилије (1981–2010, екстреми 1961–садашњост) | Клима Бразилије (1981–2010, екстреми 1961–садашњост) | Клима Бразилије (1981–2010, екстреми 1961–садашњост) | Клима Бразилије (1981–2010, екстреми 1961–садашњост) | Клима Бразилије (1981–2010, екстреми 1961–садашњост) |
| Показатељ \ Месец                                    | .Јан.                                                | .Феб.                                                | .Мар.                                                | .Апр.                                                | .Мај.                                                | .Јун.                                                | .Јул.                                                | .Авг.                                                | .Сеп.                                                | .Окт.                                                | .Нов.                                                | .Дец.                                                | .Год.                                                |
| ---------------------------------------------------- | ---------------------------------------------------- | ---------------------------------------------------- | ---------------------------------------------------- | ---------------------------------------------------- | ---------------------------------------------------- | ---------------------------------------------------- | ---------------------------------------------------- | ---------------------------------------------------- | ---------------------------------------------------- | ---------------------------------------------------- | ---------------------------------------------------- | ---------------------------------------------------- | ---------------------------------------------------- |
| Апсолутни максимум, °C (°F)                          | 32,6 (90,7)                                          | 31,4 (88,5)                                          | 32,1 (89,8)                                          | 31,6 (88,9)                                          | 31,6 (88,9)                                          | 31,6 (88,9)                                          | 30,8 (87,4)                                          | 33,0 (91,4)                                          | 34,9 (94,8)                                          | 35,8 (96,4)                                          | 33,3 (91,9)                                          | 32,7 (90,9)                                          | 35,8 (96,4)                                          |
| Максимум, °C (°F)                                    | 26,5 (79,7)                                          | 27,0 (80,6)                                          | 26,7 (80,1)                                          | 26,6 (79,9)                                          | 25,9 (78,6)                                          | 25,0 (77)                                            | 25,3 (77,5)                                          | 26,9 (80,4)                                          | 28,4 (83,1)                                          | 28,2 (82,8)                                          | 26,7 (80,1)                                          | 26,3 (79,3)                                          | 26,6 (79,9)                                          |
| Просек, °C (°F)                                      | 21,6 (70,9)                                          | 21,7 (71,1)                                          | 21,6 (70,9)                                          | 21,3 (70,3)                                          | 20,2 (68,4)                                          | 19,0 (66,2)                                          | 19,0 (66,2)                                          | 20,6 (69,1)                                          | 22,2 (72)                                            | 22,4 (72,3)                                          | 21,5 (70,7)                                          | 21,4 (70,5)                                          | 21,0 (69,8)                                          |
| Минимум, °C (°F)                                     | 18,1 (64,6)                                          | 18,0 (64,4)                                          | 18,1 (64,6)                                          | 17,5 (63,5)                                          | 15,6 (60,1)                                          | 13,9 (57)                                            | 13,7 (56,7)                                          | 15,2 (59,4)                                          | 17,2 (63)                                            | 18,1 (64,6)                                          | 18,0 (64,4)                                          | 18,1 (64,6)                                          | 16,8 (62,2)                                          |
| Апсолутни минимум, °C (°F)                           | 12,2 (54)                                            | 11,0 (51,8)                                          | 14,5 (58,1)                                          | 10,7 (51,3)                                          | 3,2 (37,8)                                           | 3,3 (37,9)                                           | 1,6 (34,9)                                           | 5,0 (41)                                             | 9,0 (48,2)                                           | 10,2 (50,4)                                          | 11,4 (52,5)                                          | 11,4 (52,5)                                          | 1,6 (34,9)                                           |
| Количина падавина, mm (in)                           | 209,4 (8,244)                                        | 183,0 (7,205)                                        | 211,8 (8,339)                                        | 133,4 (5,252)                                        | 29,7 (1,169)                                         | 4,9 (0,193)                                          | 6,3 (0,248)                                          | 24,1 (0,949)                                         | 46,6 (1,835)                                         | 159,8 (6,291)                                        | 226,9 (8,933)                                        | 241,5 (9,508)                                        | 1.477,4 (58,165)                                     |
| Дани са падавинама (≥ 1.0 mm)                        | 17                                                   | 14                                                   | 14                                                   | 8                                                    | 3                                                    | 1                                                    | 1                                                    | 2                                                    | 5                                                    | 11                                                   | 17                                                   | 19                                                   | 112                                                  |
| Релативна влажност, %                                | 76,2                                                 | 74,7                                                 | 76,8                                                 | 72,2                                                 | 66,2                                                 | 58,7                                                 | 52,7                                                 | 46,8                                                 | 50,3                                                 | 62,8                                                 | 74,5                                                 | 78,0                                                 | 65,8                                                 |
| Сунчани сати — месечни просек                        | 150,9                                                | 158,9                                                | 166,5                                                | 204,6                                                | 239,5                                                | 254,3                                                | 268,9                                                | 264,4                                                | 210,5                                                | 183,1                                                | 139,9                                                | 126,8                                                | 2.368,3                                              |
| Извор #1: Instituto Nacional de Meteorologia         |                                                      |                                                      |                                                      |                                                      |                                                      |                                                      |                                                      |                                                      |                                                      |                                                      |                                                      |                                                      |                                                      |
| Извор #2: Meteo Climat (record highs and lows)       |                                                      |                                                      |                                                      |                                                      |                                                      |                                                      |                                                      |                                                      |                                                      |                                                      |                                                      |                                                      |                                                      |

## Историја
Одлука за измештање престонице Бразила у унутрашњост земље је донета 1891. Место за изградњу је одређено 1922. у близини града Планалтина. Наредбу за изградњу Бразилије дао је председник Жуселино Кубичек 1956. У то време је подручје града била дивљина. Град су у форми авиона дизајнирали урбаниста Луцио Коста и архитект Оскар Нимајер. Град је изграђен до 1960. Главна модернистичка здања Бразилије су зграда Парламента Бразила на „Тргу три власти“, градска Катедрала, Кубичеков мост, телевизијски торањ (218 m), палате председника и министарстава. УНЕСКО је 1987. Бразилију ставио на листу светске баштине.

## Становништво
Према процени из 2007. у граду је живело 2.455.903 становника.
| 1991.     | 2000.     | 2010.     |
| --------- | --------- | --------- |
| 1.601.094 | 2.051.146 | 2.570.160 |

## Привреда

### Цитати о Бразилији
Архитекта Луцио Коста рекао је 1968. о Бразилији:
„Све је монументално, људско, једноставно, грандиозно, аскетско у чистоћи форми, редуковано на оно најнеопходније.“
Оскар Нимајер је касније признао:
„Овај експеримент није био успешан.“

## Партнерски градови
- Буенос Ајрес
- Картум
- Си'ан
- Брисел
- Лисабон
- Њујорк
- Вашингтон
- Амстердам
- Техеран
- Мапуто
- Абержеман ла Ронс
- Абуџа
- Берлин
- Богота
- Бостон
- Канбера
- Општина Чаојангмен,Пекинг
- Дијамантина
- Доха
- Гвадалахара
- Лима
- Луксор
- Монтевидео
- Рим
- Сантијаго де Чиле
- Беч

## Галерија
- Парламент Бразила (Национални конгрес)
- Нимајерова катедрала
- Палата лукова (Министарство иностраних послова)
- Еспланада министарстава